# Eldorado (film, 1995)
Pour les articles homonymes, voir Eldorado (homonymie).
Pour plus de détails, voir Fiche technique et Distribution.
Eldorado est un film québécois réalisé par Charles Binamé sorti en 1995. Le tournage se déroule à l'été 1994. 

## Fiche technique
- Réalisation et scénario : Charles Binamé
- Production : Lorraine Richard
- Musique originale : La 25c Piste, Francis Dhomont, Claude Lamothe et Scott Price
- Photo : Pierre Gill
- Montage : Michel Arcand
- Producteur : Lorraine Richard
- Distribution : Alliance Vivafilm
- Format : Couleurs
- Langue : Français
- Lieux de tournage: Foufounes[2], Dogue, Le Canular, Cité Rock Détente, Archambault, Boutique Érotin, Épicerie Latina, Boutique L'Échange, Société des Alcools du Québec, Quai des Brumes, Clinique Psychosomatique Cherrier, Société Immobilière du Québec, Crémerie Meu Meu, Restaurant Euro Deli, Restaurant Sizzles, Restaurant Prima, L'Excellente Occasion, Parc Laurier, Neksus, piscine fullum

## Distribution
- Pascale Bussières : Rita
- Robert Brouillette : Marc
- James Hyndman : Lloyd
- Macha Limonchik : Loulou
- Pascale Montpetit : Henriette
- Isabel Richer : Roxan
- Claude Lamothe : Lui-même
- Manon Caillé : Vendeuse chez Archambault